# Lena Philipsson

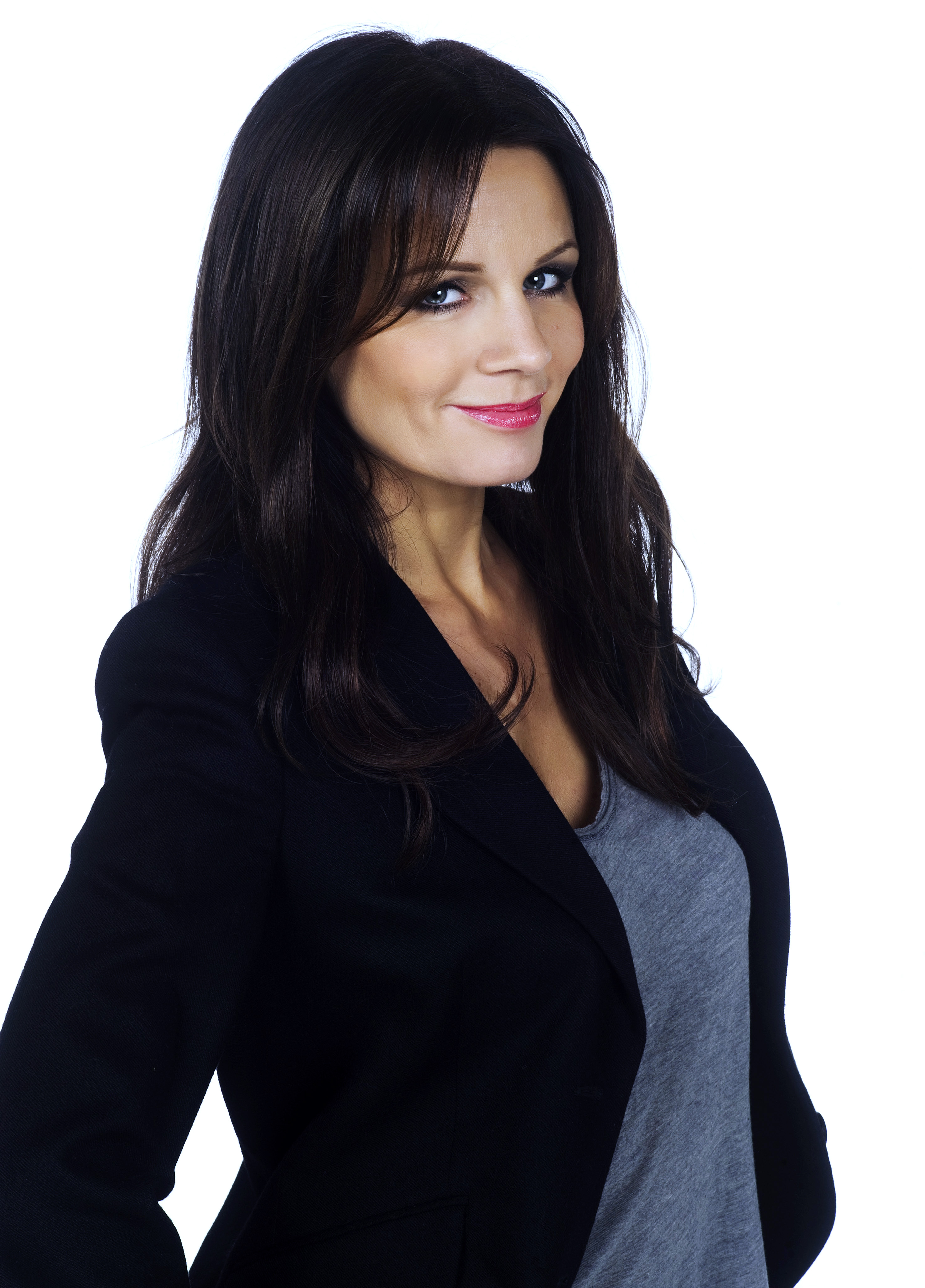
Lena Philipsson (2012)

Lena Philipsson (eigentlich Maria Magdalena Filipsson, auch bekannt als Lena Ph oder Lena PH; * 19. Januar 1966 in Vetlanda) ist eine schwedische Popsängerin.

## Biografie
Ihren ersten großen Erfolg hatte sie bereits 1986 mit dem Song Kärleken är evig, mit dem sie beim Melodifestivalen den zweiten Platz belegte. Weitere erfolgreiche Songs, wie Dansa i neon (1987) und Om igen (1988) folgten. Andere Hits waren Tänd ett ljus (1989), Månsken i augusti (1994) und Stjärnorna (1995).
Mitte der 2000er Jahre gelang Philipsson nach einigen weniger erfolgreichen Jahren ein großes Comeback: 2004 siegte sie beim schwedischen Melodifestivalen mit dem Song Det gör ont, den sie dann beim Eurovision Song Contest in Istanbul auf Englisch unter dem Titel It Hurts vortrug. Die schwedische Version war sieben Wochen lang auf Platz eins der schwedischen Charts. Beim ESC erreichte sie einen sechsten Platz. Es folgten große Hits wie Delirium, Lena Anthem (2004), Unga pojkar & äldre män, Han jobbar i affär (2005) und ihre zweite Nummer eins, Nu när du gått (2008), ein Duett mit dem Singer/Songwriter Orup. Dieser hatte zuvor auch etliche ihrer Hits geschrieben, darunter Det gör ont.
2006 moderierte Philipsson das Finale des schwedischen ESC-Vorentscheids, den die ESC-Siegerin des Jahres 1991, Carola, erneut gewinnen konnte.
Obwohl ihr seit 2008 kein größerer Hit mehr gelungen ist, platziert sich Phillipson immer noch hoch in den schwedischen Album-Charts. Ihre beiden letzten Studio-Alben Världen snurrar (2012) und Jag är ingen älskling (2015) erreichten jeweils Platz vier. Ihr erfolgreichstes Album Det gör ont en stund på natten men inget på dan aus dem Jahre 2004 hielt sich fast ein ganzes Jahr in den Charts und stand fünf Wochen auf Platz eins. Am 28. Januar 2021 wurde ihr die Medaille Litteris et Artibus verliehen.
Seit Februar 2025 gibt sie Konzerte mit Roxette.

## Diskografie

### Alben
| Jahr | Titel                                           | Höchstplatzierung, Gesamtwochen, AuszeichnungChartsChartplatzierungen (Jahr, Titel, Platzierungen, Wochen, Auszeichnungen, Anmerkungen) | Anmerkungen |
| Jahr | Titel                                           | SE | Anmerkungen |
| ---- | ----------------------------------------------- | --- | ----------- |
| 1986 | Kärleken är evig                                | SE20 (4 Wo.)SE |             |
| 1987 | Dansa i neon                                    | SE19 (3 Wo.)SE |             |
| 1988 | Talking In Your Sleep                           | SE9 Gold · (5 Wo.)SE |             |
| 1989 | My Name                                         | SE10 Platin · (9 Wo.)SE |             |
| 1991 | A Woman’s Gotta Do What A Woman’s Gotta Do      | SE7 Gold · (5 Wo.)SE |             |
| 1995 | Lena Philipsson                                 | SE10 (6 Wo.)SE |             |
| 2001 | Collection                                      | SE13 (6 Wo.)SE |             |
| 2004 | Det gör ont en stund på natten men inget på dan | SE1 ×2Doppelplatin · (51 Wo.)SE |             |
| 2005 | Jag ångrar ingenting                            | SE2 Platin · (19 Wo.)SE |             |
| 2007 | Lena 20 år                                      | SE2 (16 Wo.)SE |             |
| 2008 | Dubbel                                          | SE2 (11 Wo.)SE | mit Orup    |
| 2012 | Världen snurrar                                 | SE4 (6 Wo.)SE |             |
| 2015 | Jag är ingen älskling                           | SE4 (18 Wo.)SE |             |
| 2020 | Maria Magdalena                                 | SE6 (9 Wo.)SE |             |

### Singles
| Jahr | Titel Album                                                          | Höchstplatzierung, Gesamtwochen, AuszeichnungChartsChartplatzierungen (Jahr, Titel, Album, Platzierungen, Wochen, Auszeichnungen, Anmerkungen) | Anmerkungen         |
| Jahr | Titel Album                                                          | SE | Anmerkungen         |
| ---- | -------------------------------------------------------------------- | --- | ------------------- |
| 1986 | Kärleken är evig                                                     | SE6 (3 Wo.)SE |                     |
| 1987 | Dansa i neon                                                         | SE9 (2 Wo.)SE |                     |
| 1988 | Om igen Talking In Your Sleep                                        | SE10 (4 Wo.)SE |                     |
| 1989 | Tänd ett ljus                                                        | SE12 (3 Wo.)SE |                     |
| 1994 | Månsken i augusti Lena Philipsson                                    | SE38 (3 Wo.)SE |                     |
| 1995 | Stjärnorna Lena Philipsson                                           | SE29 (5 Wo.)SE |                     |
| 2001 | Spell of Love –                                                      | SE53 (1 Wo.)SE |                     |
| 2004 | Det gör ont Det gör ont en stund på natten men inget på dan          | SE1 Platin · (37 Wo.)SE |                     |
| 2004 | It Hurts –                                                           | SE4 (20 Wo.)SE |                     |
| 2004 | Delirium Det gör ont en stund på natten men inget på dan             | SE5 (20 Wo.)SE |                     |
| 2004 | Lena Anthem Det gör ont en stund på natten men inget på dan          | SE4 (23 Wo.)SE |                     |
| 2005 | På gatan där jag bor Det gör ont en stund på natten men inget på dan | SE26 (7 Wo.)SE |                     |
| 2005 | Unga pojkar & äldre män Jag ångrar ingenting                         | SE4 (19 Wo.)SE |                     |
| 2005 | Han jobbar i affär Jag ångrar ingenting                              | SE9 (15 Wo.)SE |                     |
| 2008 | Nu när du gått Dubbel                                                | SE1 (10 Wo.)SE | mit Orup            |
| 2011 | Dancing In The Neon Light –                                          | SE50 (1 Wo.)SE | feat. Dead by April |